# پدوا
پدوا، روستایی در دهستان دریجان بخش مرکزی شهرستان بم در استان کرمان ایران است.

## جمعیت
بر پایه سرشماری عمومی نفوس و مسکن در سال ۱۳۹۵، جمعیت این روستا برابر با ۸۸ نفر (۲۷ خانوار) بوده‌است.